# Liu điu chỉ
Liu điu chỉ còn được biết đến là thằn lằn cỏ châu Á, liu điu chỉ sáu sọc (tên khoa học Takydromus sexlineatus) là một loài thằn lằn nhỏ thuộc họ Thằn lằn thực (Lacertidae) sống trên cây và hoạt động chủ yếu vào ban ngày. Đặc điểm nổi bật của loài này chính là chiếc đuôi dài chiếm phần lớn chiều dài cơ thể của chúng.

## Phân bố và môi trường sống
Không giống với các loài khác trong họ thằn lằn thực, liu điu chỉ sống ở phía đông và phía nam của châu Á bao gồm Ấn Độ, Nam Trung Quốc, Myanmar, Thái Lan, Lào, Campuchia, Việt Nam, bán đảo Mã Lai, và Indonesia, trong khi hầu hết các loài thằn lằn trong họ sống ở châu Âu và các bộ phận của châu Phi. Khu vực sống của loài này là cây cối tại các khu vực đồng cỏ nhiệt đới trên núi.

## Mô tả
Liu điu chỉ có thể dễ dàng được nhận ra bởi phần đuôi dài nổi bật của chúng. Nó có cơ thể màu trắng dưới bụng và lưng có màu kem hoặc màu nâu đến xanh lá, thường được trang trí thêm với các sọc màu nâu sẫm hơn chạy dọc lưng. Nó thường có một đầu nhỏ với một mõm nhọn, lưỡi đen hoặc hồng. Cơ thể của nó hơi dài và mỏng. Con đực có đốm trắng trên mặt và lỗ chân lông trước hậu môn, trong khi con cái thì không có.
Trọng lượng của cả con đực và con cái là tương đương nhau. Chúng có thể đạt chiều dài tới 36 cm hoặc hơn nhưng phần đuôi của chúng dài tới 30 cm.
Loài này có cơ thể thanh mảnh và rất năng động và có thể ăn liên tục. Thức ăn của chúng bao gồm ruồi, dế, sâu non và một số động vật nhỏ khác. Những con mồi lớn hơn sẽ được chúng ăn từng bộ phận một cho tới hết. Sau khi ăn xong, chúng thè lưỡi dài ra để liếm sạch quanh miệng. Bởi vì sống ở vùng nhiệt đới nên chúng có thể sinh sản trong suốt cả năm. Có lên đến sáu lần mỗi năm, những quả trứng được đẻ và được chôn trong hang khô. Mỗi lần đẻ, liu điu chỉ có thể đẻ được 10 trứng.

## Hành vi
Loài thằn lằn này sống hoàn toàn vào ban ngày, với việc xuất hiện vào buổi sáng sớm để đắm mình trong ánh nắng mặt trời. Khi gặp nguy hiểm, chúng sẽ nhanh chóng trốn vào các tán lá. Cả hai con đực và con cái có cử chỉ vẫy cánh tay (giống như bơi), dường như là để giao tiếp với nhau.
Giống như tắc kè, chúng có thể mọc lại một cái đuôi mới khi bị mất. Điều này có thể là một biện pháp để tránh được những kẻ săn mồi khi chúng chỉ bị mất cái đuôi để bảo toàn sự sống. Không giống như các loài thằn lằn lớn hơn, liu điu chỉ có hành vi nhảy vào không khí để bắt những mồi đang bay.